# Tridens chapmanii
Tridens chapmanii là một loài thực vật có hoa trong họ Hòa thảo. Loài này được (Small) Chase miêu tả khoa học đầu tiên năm 1951.